# Bodb Dearg
Bodb Dearg lub Badhb Dearg mac an Daghda ("Bodb Czerwony") – bóg z mitologii irlandzkiej, syn Dagdy, który objął po nim tron ludu Tuatha Dé Danann.